# Šídlice
Šídlice (Anisozygoptera) jsou malým reliktním podřádem hmyzího řádu vážek (Odonata). Tento podřád byl nejvíce rozšířen v druhohorách. Dnes přežívají už jen dva druhy ve východní Asii (Japonsko, Himálaj). Tvoří přechod mezi motýlicemi a šídly. Mají odlišné přední a zadní křídlo jako šídla, zatímco křídelní žilnatinou připomínají spíš motýlice. Nymfy připomínají spíš šídla.

## Taxonomie
- čeleď Epiophlebiidae
  - druh Epiophlebia laidlawi
  - druh Epiophlebia superstes[2]